# 180
180 (CLXXX) var ett skottår som började en fredag i den julianska kalendern.

## Händelser

### Mars
- 17 mars – Commodus efterträder sin far Marcus Aurelius (som han har varit medregent till sedan 176) som romersk kejsare.

### Juli
- 17 juli – Tolv invånare i Scillium i Numidien (kända som de scillitanska martyrerna) avrättas i Kartago för sin kristna tro då de vägrar svära trohetsed till kejsaren.

### Okänt datum
- Rom skapar en sex kilometer bred buffertzon vid floden Donau.
- I Rom påbörjas arbetet med att bygga en kolonn till minne av Marcus Aurelius fälttåg vid Donau.
- Goterna når Svarta havets stränder.
- I sitt verk Methodus Medendo, beskriver den grekiske läkaren Galenos sambandet mellan förlamning och ryggradsbrott.
- Galenos populärvetenskapliga verk om hygien publiceras.
- Commodus skapar en officiell kult kring den zoroastriske guden Mithra.

## Avlidna
- 17 mars – Marcus Aurelius, romersk kejsare sedan 161
- Aulus Gellius, latinsk författare och grammatiker (död omkring detta år)
- Gaius, romersk jurist (död omkring detta år)
- Lukianos, grekisk retoriker och satiriker (död omkring detta år)
- Maximilla, montanistisk ledare
- Melito, biskop av Sardis